# Lapultság
Az X valószínűségi változó lapultsága vagy lapultsági mutatója (esetenként csúcsossága vagy csúcsossági együtthatója) lényegében azt fogalmazza meg, hogy a valószínűségi változó sűrűségfüggvényének "csúcsossága" vagy "lapossága" hogyan viszonyul a normális eloszláséhoz. A precíz matematikai megfogalmazás a következő: az m várható értékű X valószínűségi változó lapultsága az
{\displaystyle {\frac {\mathbf {E} \left[(X-m)^{4}\right]}{(\mathbf {E} \left[(X-m)^{2}\right])^{2}}}-3}
kifejezés értékével egyenlő, ahol E[·] a várható értéket jelöli. Úgy is fogalmazhatjuk, hogy a lapultság a negyedik centrális momentum és a variancia négyzetének a hányadosánál pont hárommal kisebb szám.
A lapultságot a magyar szakirodalom nem egységesen jelöli: időnként β2-vel, máskor γ2-vel.
Szemléletesen úgy jellemezhetjük ezt a mutatót, hogy
- normális eloszlás esetén β2 = 0
- normális eloszlás "haranggörbe"-szerű sűrűségfüggvényénél "csúcsosabb" sűrűségfüggvényű eloszlások esetén β2 > 0,
- annál "laposabb" sűrűségfüggvényű eloszlások esetén β2 < 0.